# Lederia suramensis
Lederia suramensis là một loài bọ cánh cứng trong họ Melandryidae. Loài này được Reitter miêu tả khoa học năm 1879.